# Le Règne de Naples
Pour plus de détails, voir Fiche technique et Distribution.
Le Règne de Naples (Nel regno di Napoli) est un film italo-allemand réalisé par Werner Schroeter, sorti en 1978.

## Synopsis
Dans la banlieue pauvre de Naples, un homme rejoint le parti communiste tandis que sa sœur s'engage dans une voie religieuse.

## Fiche technique
- Titre : Le Règne de Naples
- Titre original : Nel regno di Napoli
- Réalisation : Werner Schroeter
- Scénario : Werner Schroeter en collaboration avec Wolf Wondratschek et Gerardo D'Andrea
- Musique : Roberto Pregadio
- Photographie : Thomas Mauch
- Montage : Werner Schroeter et Ursula West
- Société de production : P.B.C., Dieter Geissler Filmproduktion et ZDF
- Société de distribution : Les Films de la Marguerite (France)
- Pays de production :  Italie et  Allemagne de l'Ouest
- Genre : Drame
- Durée : 136 minutes
- Dates de sortie : 
  - France : mai 1978 (Quinzaine des réalisateurs), 16 janvier 1980 (sortie nationale)
  - Allemagne de l'Ouest : 19 janvier 1979

## Distribution
- Liana Trouche : Valeria Cavioli-Simonetti
- Antonio Orlando : Massimo Pagano
- Renata Zamengo : la mère Pagano
- Dino Mele : le père Pagano
- Margareth Clémenti : Rosaria
- Raúl Gimenez : Simonetti
- Cristina Donadio : Vittoria Pagano
- Gerardo D'Andrea : Palumbo
- Ida Di Benedetto : Pupetta Ferrante

## Distinctions
Le film a reçu deux Deutscher Filmpreis, celui de la meilleure réalisation et celui de la meilleure photographie.